# (1017) Jacqueline
(1017) Jacqueline ist ein Asteroid des Hauptgürtels, der am 4. Februar 1924 vom russischen Astronomen Beniamin Pawlowitsch Schechowski in Algier entdeckt wurde. 
Benannt ist der Asteroid nach Jacqueline Zadoc-Kahn, einer Schülerin des Entdeckers.